# Nogat (województwo warmińsko-mazurskie)
Nogat (niem. Nogathau) – wieś w Polsce położona w województwie warmińsko-mazurskim, w powiecie elbląskim, w gminie Gronowo Elbląskie, na obszarze Żuław Elbląskich.
W latach 1975–1998 miejscowość administracyjnie należała do województwa elbląskiego.

## Historia
Miejscowość Nogat (Nogatowo) została założona około 1602 roku. Zasiedlona była kolonistami olęderskimi.